# Bigene
Bigene é um sector na região de Cacheu da Guiné-Bissau com 1.082,2 km2, e uma população estimada de 15.372 habitantes.

Localiza-se na província Norte, na zona de fronteira com Senegal (Zona de Casamance), fazendo fronteira com os sectores de Bula, São Domingos e Farim na Guiné-Bissau; na zona norte faz fronteira com Senegal. Situa-se a 108 quilómetros da capital do país, Bissau.

O centro administrativo do setor fica na cidade de Bigene. Possui varias associações comunitárias, entre as quais a Associação Juvenil para Educação e Desenvolvimento (AJED)com sede na cidade de Bigene. Possui duas rádios comunitárias (uma situada na cidade de Bigene e a outra na cidade de Ingoré).
Dispõe de um centro de saúde, do tipo C, contando com três técnicos: uma parteira, um enfermeiro do curso geral e um técnico de laboratório, assim como um funcionário para os serviços gerais. O centro não dispõe de salas de internamento de doentes, água canalizada e ambulância, e carece de pessoal técnico. O centro conta com iluminação por painéis solares, oferecidos pelo projecto que instalou os candeeiros solares por todo o país.
Uma via rodoviária de 33 quilómetros em más condições liga este sector à cidade de Ingoré.
O falecido político Baciro Dabó é natural deste sector.